# Кодо Савакі
Кодо Савакі, яп. 沢木　興道, латиніз.: Sawaki Kōdō (16 червня 1880 — † 21 грудня 1965) був майстром (росі) японського дзен-буддизму. Вважається одним із найважливіших дзен-майстрів XX століття. Відомий своїм життя мандрівного вчителя та безкомпромісністю вчення.

## Біографія

### Складне дитинство й юність (1880—1896)
Народившись у Цу-сі біля сінтоїстського святилища Ісе під іменем Сайкіті Тада, Кодо походив із заможної сім'ї Сотаро й Сіґе Тада і був одним із 7 дітей, троє з яких померли у дитинстві. Мати померла, коли йому ще не було 5 років, батько помер, коли Сайкіті було вісім. Його всиновлює дядько, який також помирає через півроку, і Сайкіті переходить до одного з друзів дядька — Бунтікі Савакі. Бунтікі був професійним азартним гравцем, що вірив лише у «тютюн та секс» і на той момент співмешкав з повією.
Після закінчення середньої школи у 1892 році, з 13 років, Сайкіті доводиться працювати посильним у вітчима та чатовим у місцевих злодіїв, щоб прожити.
Одного дня він став свідком смерті чоловіка від інфаркту, який тільки-но купив собі повію — 18-річну дівчину. Цей випадок справляє на нього сильне враження і він вирішує, що не хоче мати подібне життя.
Він часто навідується до сусідньої порядної та освіченої сім'ї Сосіті Моріта. Також він часто відвідує сусідній храм сінсю, де настоятель йому радить звернутися до дзену, коли у Сайкіті з'являються думки стати монахом і таким чином позбутися впливу своєї сім'ї.
У віці 14 років Сайкіті відправляють на війну з Китаєм. Там Кодо зарекомендував себе гарним солдатом. Його було важко поранено у щелепу, і залишено помирати у купі трупів солдат як безнадійного, де він залишався, поки його не знайшли все ще живого через декілька днів. Він повертається до Японії для лікування, де зустрічає дядькове невдоволення тим, що він залишився живий, і, отже, сім'я не отримає грошей, що виплачувалися рідним за загиблих на війні.

### Перші вчителі (1896—1900)
У віці 16 років (1896) він вирішує стати монахом у монастирі Ейхейдзі, одного з двох головних храмів школи Сото-сю. Спершу йому відмовляють, бо в монастирі не хотіли мати справу з дітьми-втікачами і спершу приймають за божевільного, оскільки він має проблеми з дикцією після поранення. Після двох діб очікування під стінами монастиря йому нарешті дозволяють жити в ньому, але на правах слуги, що, тим не менше, дозволяє йому час від часу практикувати дзадзен.
У 1897 році Кохо Савада, настоятель храму Дайдзі-дзі на острові Кюсю, рукопоклав Сайкіті під іменем Кодо (Kōdō).
У 1899 році він зустрічає того, хто стане його новим вчителем, Фуеока Рьон Осьо. Протягом року той вчить Кодо практиці шикантадзи у Кьото.

### Японська армія (1900—1905)
У 1900 його рекрутують до японської армії, що готується до війни з Російською імперією.
У 1904 році вибухає Російсько-японська війна, і Кодо відправляють піхотинцем на китайський фронт. У ті часи пропагандистська машина імперіалістичної Японії працює відмінно, і Савакі її не уникає:
|  | Всі кажуть про вірність Батьківщині. Питання куди ця вірність приведе нас. Я теж був повністю переконаний, коли йшов на фронт проти росіян, але після нашої поразки я зрозумів, що те, що ми зробили, робити було не варто. В будь-якому разі, найкраще — це не воювати.Оригінальний текст (англ.) Everyone is talking about loyalty to the fatherland. The question is simply where this loyalty will take us. I too was completely convinced when I went to war against the Russians, but after our defeat, I realized that we had done something that we shouldn’t have. In any case, it’s better not to make war in the first place. |

У 1905-му його знову відправляють до Китаю до кінця війни.

### З 1905 по 1945
Після війни Савакі відновлює свою практику дзен і, починаючи з 1908 року, відвідує курси філософії Йокагара у храмі Хорюдзі, префектура Нара. Чотири роки поспіль він стає головним помічником у доджо Йосен-зі, а ще пізніше слідує за своїм вчителем Ока Сотан до храму Дайдзі-зі в префектурі Нара. Перебуваючи у храмі Дайдзі-зі, Савакі присвячує свій час дзадзену і вивченню Собогензо.
У 1912-му залишає Хорюдзі, або стати танто (вчителем монахів) у храмі Йосендзі, місто Мацусака, префектура Міє. І через рук зустрічає Сотан Ока, настоятеля храму Дайдзідзі, у якому 1916 року Савакі стає лектором (косі).
Пізніше, після смерті Сотан Ока у 1922 році, він остаточно полишає храм для того, аби навчати, подорожуючи країною, викладаючи та проводячи сессіни. Він називає цю активність «мандрівний монастир».
Починаючи з 1935-го і до 1940, Савакі працює профессором дзен-літератури у університеті Комазава і майстром практики (годо) храму Созі-зі де він зустрічає Сюйю Наріта і Косьо Утіяма, який пізніше отримає від нього передачу Дхарми (сіхо). Також тут він зустрічає Ясуо Десімару, якому він порадить практикувати дзадзен, продовжуючи жити у суспільстві і розповсюджувати дзен на Заході. У 1940-му Савакі засновує центр Тенгьо Дзен-ен у храмі Дайтюдзі, де він керує ретритами протягом Другої світової війни.

### Після Другої світової війни (1945—1963)
Після Другої світової війни Савакі не залишається у жодному храмі, чим здобуває певну славу, організовуючи сессіни і відкриті як мирянами, так і монахам лекції з дзазен. Завдячуючи неперервним освітнім подорожам, Савакі отримав прізвисько «Бездомний Кодо» (Yadonashi Kōdō).
У 1949 році Савакі бере на себе управління храмом Антайдзі, що був закинутим під час війни.

### Останні роки (1963—1965)
У 1963 році Савакі захворів і залишається у храмі Антайдзі, аби повністю посвятити себе практиці.

У свої останні дні він проводить час, споглядаючи з вікна гору Такагаміне. Незадовго до смерті він сказав до монахині: 
|  | Подивися! Природа велична. Я розумію проблеми людей, однак я так і не зустрів когось достойного мого поклоніння чи мого захоплення. Але гора Такагаміне постійно дивиться на мене з висоти і повторює: «Кодо, Кодо».Оригінальний текст (фр.) Regarde! La nature est magnifique. Je comprends les problèmes des hommes. De toute ma vie, je n'ai jamais rencontré une personne à laquelle j'aurais pu me soumettre et que j'aurais pu admirer. Mais ce mont Takagamine me regarde toujours de haut en disant: "Kôdô, Kôdô." |

Росі Кодо Савакі помер 21 грудня 1965 року у віці 85 років. Замість традиційної похоронної церемонії, Косьо Утіяма призначив неперервний 49-денний сессін.

## Вчителі й учні

### Вчителі
- Кохьо Савада (1897—1899)
- Фуеока Рьон Осьо (1899—1900)
- Сотан Ока (1912—1921)

### Учні, які отримали формальну передачу
Хоча він мав численних учнів та послідовників, Росі Кодо Савакі формально передав Дхарму (рукопоклав) лише п'ятьом з них:
- Сюйю Наріта
- Косьо Утіяма
- Содьо Йокояма
- Сатьо Міосін
- Кісігамі Кожун

### Інші учні
- Гудо Нісідзіма
- Тайсен Десімару
- Токуген Сакаї